# Jacques de Boutron
 (août 2025).
 (août 2025).
Jacques de Boutron, mort en 1277, est le troisième fils de Bohémond de Boutron, seigneur de Boutron, et de son épouse Isabelle.
En 1244, son père ainsi que son frère aîné Jean combattent à la bataille de La Forbie mais tous deux sont faits prisonniers par les musulmans avant de mourir peu après en captivité. C'est son deuxième frère Guillaume II qui devient alors le nouveau seigneur de Boutron.
Il épouse Clarence de Hazart, fille de Guillaume de Hazart, avec qui il a trois enfants :
- Rodolphe de Boutron (ou Rostain), mort après 1282, qui hérite de la seigneurie de Boutron après son cousin Jean de Boutron ;
- Guillaume de Boutron, probablement mort jeune ;
- Alix de Boutron, qui épouse Guillaume de Farabel, seigneur du Puy et connétable du comté de Tripoli.